# نيكول دوبوك
نيكول دوبوك (بالإنجليزية: Nicole Dubuc)‏ هي كاتبة سيناريو وممثلة أمريكية، ولدت في 6 نوفمبر 1978 في مقاطعة أورانج في الولايات المتحدة.

## أعمال

### مسلسلات
- الفتيات الخارقات
- جايك وقراصنة أرض الأحلام
- دامو ستحيل

## وصلات خارجية
- نيكول دوبوك على موقع IMDb (الإنجليزية)
- نيكول دوبوك على موقع ألو سيني (الفرنسية)
- نيكول دوبوك على موقع ميوزك برينز (الإنجليزية)
- نيكول دوبوك على موقع قاعدة بيانات الأفلام السويدية (السويدية)
- نيكول دوبوك على موقع قاعدة بيانات الفيلم (الإنجليزية)
- نيكول دوبوك على موقع كينوبويسك (الروسية)